# Anotogaster gregoryi
Anotogaster gregoryi е вид водно конче от семейство Cordulegastridae. Видът е незастрашен от изчезване.

## Разпространение
Разпространен е във Виетнам, Индия, Китай (Гуандун и Юннан), Лаос, Непал и Тайланд.